# William Rappard
Pour les articles homonymes, voir Rappard.
William Emmanuel Rappard est un professeur, recteur et diplomate suisse, né à New York le 22 avril 1883 et mort à Genève le 29 avril 1958. Il est un défenseur de la neutralité suisse.

## Biographie

### Origine
Né d'une famille thurgovienne d'un père négociant en broderie et d'une mère travaillant dans son entreprise pharmaceutique familiale, il passe son enfance et le début de son adolescence aux États-Unis. En 1898, l'adolescent s'installe à Lausanne dans une pension, anticipant le déménagement de sa famille en Suisse. En 1899, la famille Rappard quitte l'Amérique pour s'installer à Genève, où William termine son cursus scolaire avec une maturité et entame son parcours académique.

### Formation
Étudiant, il fréquente de nombreuses universités : d'abord à la Faculté de Droit de l'Université de Genève, puis à Paris il est l’élève d'Adolphe Landry (1874-1956) qui, semble-t-il, l’a marqué, et d’Halévy ; en Allemagne (Berlin) il suit les cours de Wagner et de Schmoller, à Harvard de Taussig et à Vienne de Philippovich qui l'encourage à s’intéresser à l'Organisation Internationale du Travail (OIT).

### Carrière

#### Universitaire
En 1910, il devient suppléant en histoire économique à l'Université de Genève. Professeur assistant à Harvard de 1911 à 1912, il est nommé en 1913 professeur d'histoire économique à l’Université de Genève.
En 1927, il fonde avec Paul Mantoux l'Institut Universitaire de Hautes Études Internationales de Genève et y accueille de nombreux réfugiés en provenance des États totalitaires voisins. Il est également membre dans les années 1930 du Comité international pour le placement des intellectuels réfugiés. Il est aussi recteur de l'Université de Genève à deux reprises,1926-1928 et 1936-1938.
À la fin des années 1930, il s’oppose à la fondation Rockefeller qui souhaite que l’IUHEI se consacre aux études économiques et abandonne l’enseignement comme l’a fait la Brookings Institution.

#### Internationale
Ami d'Abbott Lawrence Lowell, président de Harvard de 1909 à 1933, connaissant le colonel House et Walter Lippmann, il joue un rôle important dans l’attribution du siège de la Société des Nations (SDN) à Genève (28 avril 1919) puis lors de la votation en faveur de l'adhésion de la Suisse à la SDN (16 mai 1920). Il préside la commission des mandats de la SDN et travaille en tant que juriste, possédant une formation pluridisciplinaire.
En 1942, le conseil fédéral le désigne comme interlocuteur pour d'importantes négociations, alors qu'il n'est pas fonctionnaire fédéral, mais professeur à l'université. Il plaide également pour le retour des organisations internationales à Genève.
À cette occasion il reçoit le soutien de Lionel Robbins qui le tient en haute estime. Membre de la délégation suisse auprès de l’OIT de 1945 à 1956, il est l'un des fondateurs de la Société du Mont-Pèlerin.

#### Politique fédérale
Il est Conseiller national du parti Alliance des Indépendants de 1941 à 1943.

### Notoriété
Il a donné son nom au Centre William-Rappard, actuel siège de l'Organisation mondiale du commerce, et au chemin William-Rappard où se trouvait sa maison dans la commune de Bellevue, canton de Genève.

## Œuvre
Son œuvre écrite touche au droit, histoire, économie, statistiques et les relations internationales. Sa biographie recense 571 publications, dont une thèse de doctorat en droit, des articles en français, allemand et anglais dans des revues de sciences sociales et d'autres dans des quotidiens, des interventions lors de négociations internationales, en particulier à la Société des nations et des rapports académiques. Son livre À quoi tient la supériorité économique des États-Unis? a été traduit en anglais, japonais, allemand, suédois et espagnol.
Esprit libre dû à son statut de fonctionnaire, et n'ayant pas à craindre l’échec de la négociation, il est l'un des défenseurs de la neutralité de la Suisse.